# Episodi di Tutto chiede salvezza (seconda stagione)
La seconda stagione della serie televisiva italiana Tutto chiede salvezza, composta da 5 episodi, è stata pubblicata in streaming su Netflix il 26 settembre 2024.
| Nº | Titolo originale  | Pubblicazione Italia |
| -- | ----------------- | -------------------- |
| 1  | Prima settimana   | 26 settembre 2024    |
| 2  | Seconda settimana | 26 settembre 2024    |
| 3  | Terza settimana   | 26 settembre 2024    |
| 4  | Quarta settimana  | 26 settembre 2024    |
| 5  | Quinta settimana  | 26 settembre 2024    |

## Prima settimana
Durante l’udienza per l’affidamento della figlia, Daniele spiega al giudice che a breve inizierà un tirocinio infermieristico nella struttura che lo ha ospitato l’anno precedente per il TSO. 
Arrivato nella struttura incontra Giorgio, ex compagno di stanza, che ora lavora lì come giardiniere. Ritrova poi la dottoressa Cimaroli, Giorgio e l’infermiere Pino; quest’ultimo lo accompagna a conoscere i nuovi ospiti della struttura: Paolo, genio della matematica, Rachid, detto “Tormento” per il carattere difficile, e Armando.
Nina, mentre Daniele va a prendere la figlia, litiga con la sorella di lui. A causa del litigio Daniele ha una crisi isterica che fatica a controllare.
Tornato nella struttura, Daniele fa la conoscenza di Matilde (Drusilla Foer), appena ricoverata in condizioni critiche. Nonostante Matilde sia transgender viene ricoverata nel reparto maschile dove Daniele lavora.
Durante un litigio, Rachid provoca Daniele che lo colpisce al naso; Il ragazzo minaccia di denunciarlo; Daniele è molto preoccupato perché la denuncia precluderebbe del tutto l’affidamento della figlia Maria.

## Seconda settimana
Trascorsa la notte alla struttura, Rachid comunica a Daniele che ha deciso di non denunciarlo. Inizia però a ricattarlo insieme a Matilde per ottenere piccoli favori. 
Al cimitero, dove è andato a trovare Mario, Daniele incontra sua figlia Angelica, che gli racconta di ricordare il padre come un mostro.
Aspettando la figlia durante una visita alla struttura, la madre di Nina apprende da Giorgio della lite tra Daniele e Rachid, e cerca di capire come trarne vantaggio.
Daniele viene informato che è morto il padre di Alessandro, e che quest’ultimo presto verrà trasferito in un’altra struttura. Matilde gli dice che sarebbe meglio che anche Alessandro morisse presto perché la vita in quello stato non ha significato.
Daniele e Gianluca fanno shopping per acquistare alcuni oggetti chiesti da Matilde, poi finiscono in un pub dove Daniele, per difendere Gianluca, viene aggredito da alcuni ragazzi.
Rachid, portato nel parco da Pino e Daniele per giocare a pallone, in un attimo di distrazione viene investito da un furgone nel parco.

## Terza settimana
Rachid torna in struttura dopo una notte al pronto soccorso e viene affrontato da Pino. In seguito, a colloquio con la Cimaroli, l’infermiere si prende la colpa dell’incidente al posto di Daniele, evitandogli così conseguenze disciplinari.
Daniele, insieme a Giorgio, porta Alessandro nel parco. Giorgio gli fa annusare un fiore e i due notano una sua reazione. Tornati in struttura, riferiscono eccitati al dottor Mancino, che però pensa possa trattarsi di un riflesso involontario.
Matilde ha un attacco di panico nel bagno, Daniele tenta di aiutarla ma lei lo allontana con violenza.
Dopo una cena insieme, Daniele e Angelica si baciano, ma quando lei scopre che Daniele ha una figlia, scappa interdetta.
Matilde racconta al dottor Mancino il perché odia così tanto Daniele: lui le ricorda un suo amore giovanile, un ragazzo morto di overdose davanti a lei, e di come questo sia stato poi la causa della sua malattia mentale.
Dopo un pomeriggio passato insieme, Daniele si addormenta a casa di Gianluca e manca l’orario di rientro convenuto con Nina per riportarle la bambina. La madre di Nina lo minaccia di mostrare al giudice un video postato poco prima da Gianluca sui social, in cui compaiono Daniele e Maria che dormono beati. Nina e Daniele litigano e lei lo minaccia di non fargli vedere più la figlia. Nuovamente in crisi, Daniele si rifugia nei calmanti, litiga con i genitori e scappa di casa, rischiando un incidente. 

## Quarta settimana
Daniele va al lavoro dopo aver passato la notte in auto, e lì ritrova Madonnina, tornato in struttura. Assiste al colloquio tra Armando ed il dottor Mancino, dove scopre che la casa dell’anziano è stata occupata, e che questo verrà trasferito in una RSA. 
Gianluca ha un colloquio con Daniele e gli dichiara di non volerlo più vedere perché è innamorato di lui e non riesce ad essergli amico.
Pino si trova sotto casa di Rossana, a cui tenta senza successo di consegnare una lettera d’amore scrittagli da Daniele. La invita a uscire e lei accetta.
Quando Rachid tenta nuovamente di ricattare Daniele, Matilde prende le difese di quest’ultimo, minacciando Rachid di raccontare come sono andati i fatti, e lo obbliga a chiedere scusa. 
Daniele, ancora sotto l’effetto dei calmanti, va a casa di Angelica, che non sentendosi a proprio agio lo caccia di casa. Tornato a casa dai genitori, decide di farsi aiutare dalla dottoressa Cimaroli.
Daniele e Giorgio portano Alessandro nel parco. Quando Giorgio viene a sapere che Alessandro verrà trasferito, scappa con il ragazzo, approfittando di un momento di distrazione di Daniele. Lui li raggiunge poco lontano dall’ospedale mentre Giorgio e Madonnina stanno portando Alessandro sulla spiaggia di Anzio. Daniele nota la reazione di Alessandro al contatto con l’acqua del mare, e tutti decidono di salire su un pedalò ed allontanarsi dalla costa, felici del risveglio dell’amico.

## Quinta settimana
Nina fallisce il provino per colpa della madre, che ha infastidito il regista Paolo Virzì con le sue pressioni. Scappa e torna a casa, intenzionata ad uscire per divertirsi.
La dottoressa Cimaroli accetta di aiutare Daniele, e gli impone colloqui settimanali. Arriva l’ambulanza che deve trasferire Alessandro; Giorgio, salutando l’amico, gli appoggia la testa sul torace: Alessandro allunga un braccio per accarezzarlo, segno inequivocabile del suo risveglio.
Pino e Rossana escono insieme per andare alla partita e, finiti in un chiosco di panini, si baciano, su iniziativa di lei.
Arriva il giorno dell’udienza: il giudice comunica la sua intenzione di incaricare un perito; Nina ha una reazione violenta e mette a rischio l’intero affidamento. Fuori dal tribunale, Angelica e Daniele si baciano appassionatamente.
Daniele riceve la telefonata della madre di Nina, preoccupata perché la figlia, che era andata in discoteca, non è tornata a casa. Poco dopo Nina, ubriaca e drogata, ha un incidente, e viene ricoverata in arresto cardiaco. Daniele corre da lei e la ritrova finalmente fuori pericolo, e i due si riavvicinano.
Matilde, pronta a venire dimessa, si sta truccando in bagno: rompe lo specchietto e, in preda al panico, ne preleva un pezzo, apparentemente intenzionata a suicidarsi.
Tre mesi dopo, Daniele presenta, con l’aiuto di Angelica, il suo primo libro di poesie. Nella sala del teatro sono presenti tutti i suoi cari; da una tenda laterale entra in ultimo anche Matilde, che assiste felice alla rinascita del ragazzo.
- Guest: Paolo Virzì (se stesso).